# Passo Juyong

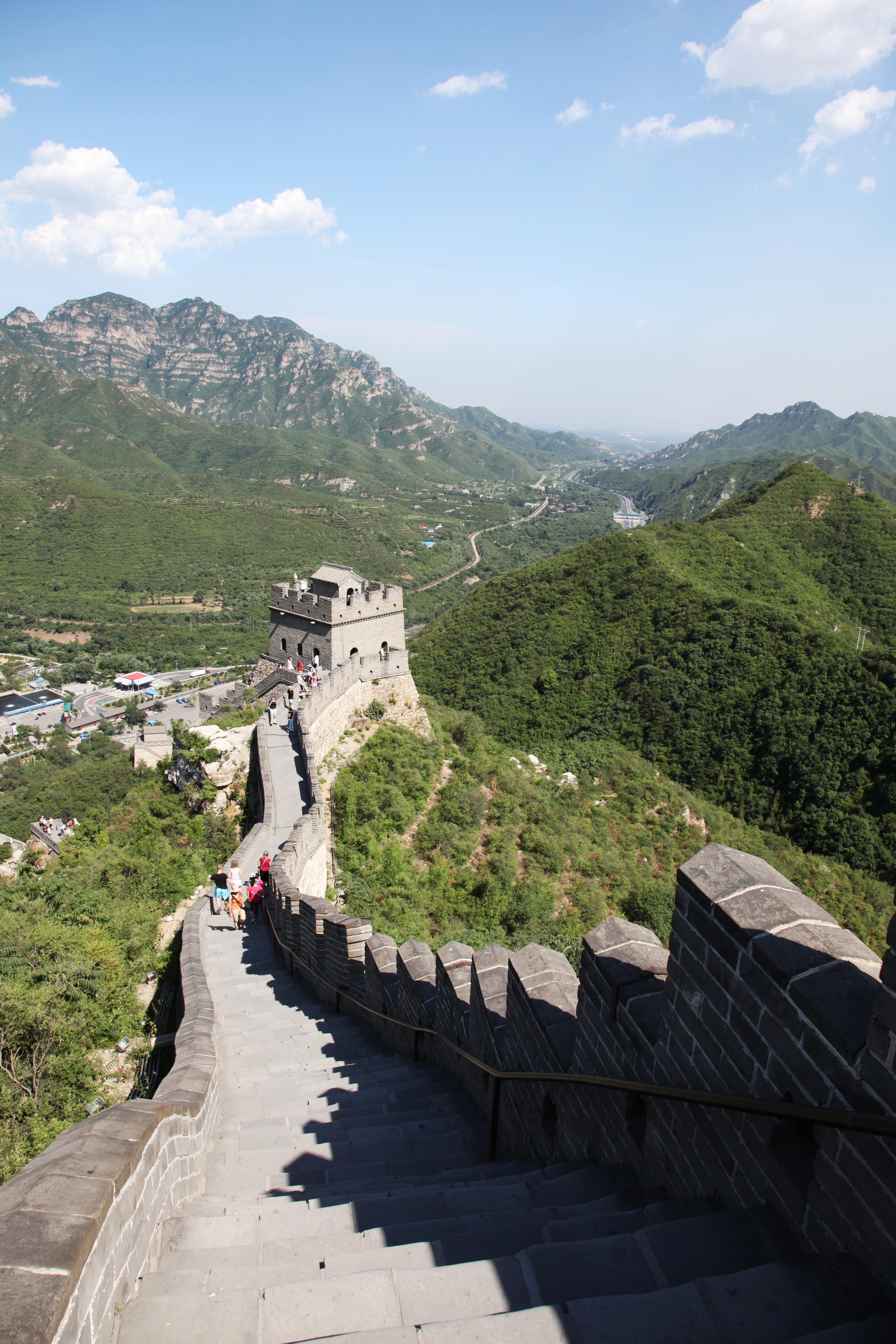
Vista della Grande muraglia cinese a Juyongguan

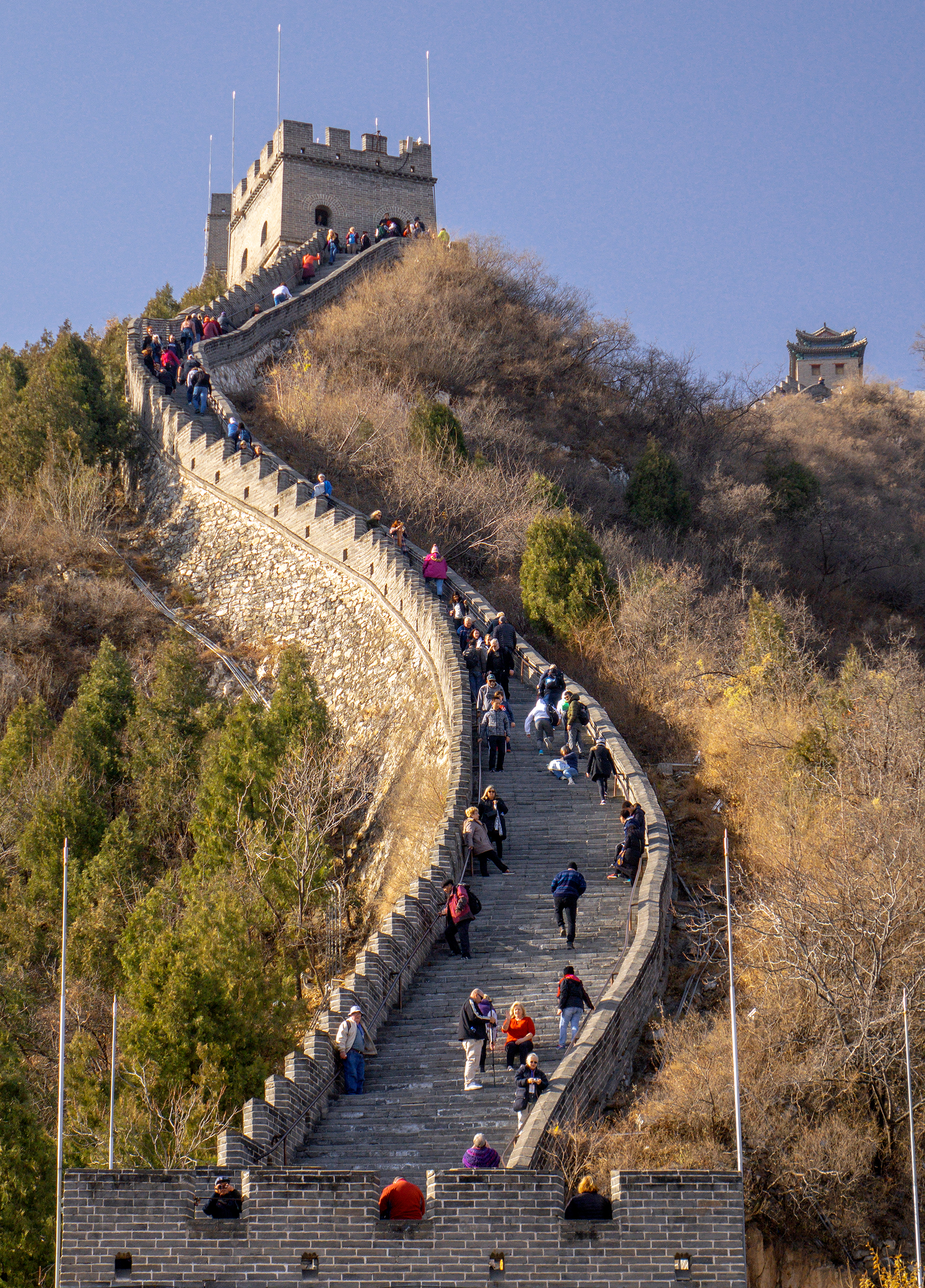
La Grande Muraglia di Juyongguan è progettata per accogliere numerosi turisti ogni giorno.

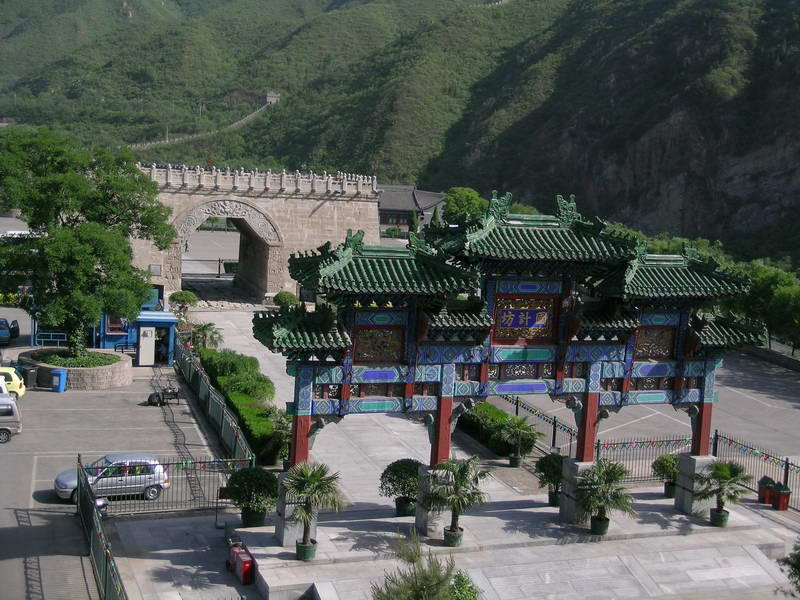
La "Piattaforma delle Nuvole" nella valle del Guangou.

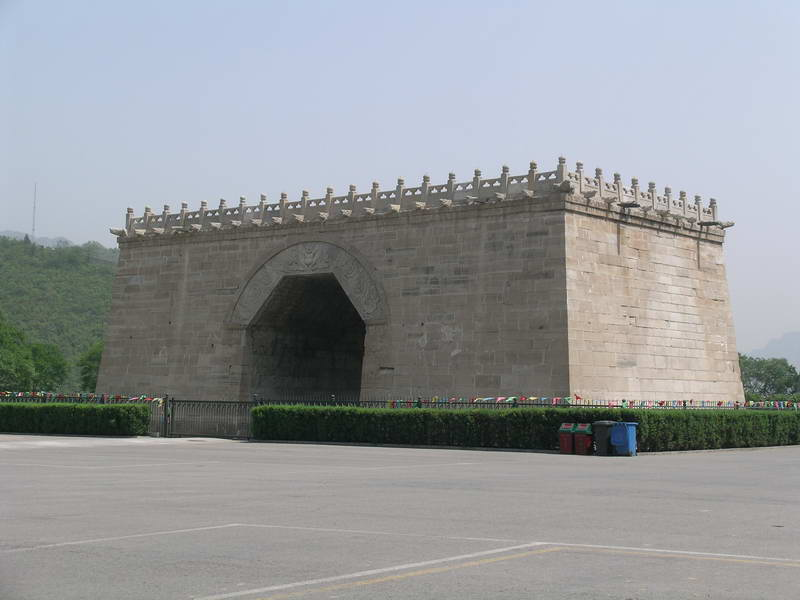
La "Piattaforma delle Nuvole" a Juyongguan.

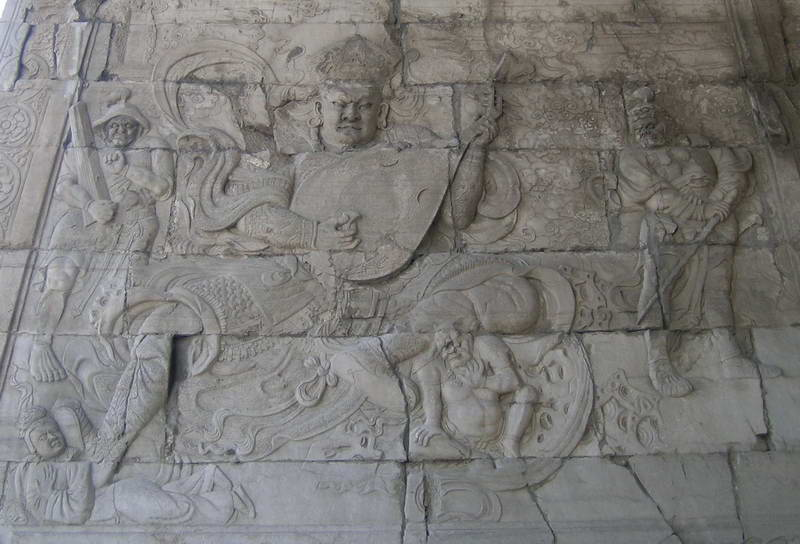
Sculture in rilievo nel portale della "Piattaforma delle Nuvole".

Il Passo Juyong (居庸关S, Jūyōng guānP) è un passo di montagna situato nel Distretto Changping di Pechino, in Cina, a oltre 50 km dal centro della città. La Grande Muraglia cinese attraversa il passo che è il sito ove sorge la "Piattaforma delle Nuvole", edificata nel 1342. 

## Passo di montagna

### Geografia
Juyongguan sviluppa dalla Valle di Guangou, lunga 18 km ed è uno dei tre più grandi passi di montagna attraversati dalla Grande Muraglia cinese (gli altri due sono Jiayuguan e Shanhaiguan). Juyongguan ha due "sottopassi", uno a sud della valle ("Nan") e l'altro a nord ("Badaling"). 

### Storia
Il passo ha cambiato nome varie volte sotto le varie dinastie cinesi. Tuttavia, il nome "Juyongguan" è stato utilizzato da più di tre dinastie. Fu usato per la prima volta durante la dinastia Qin quando l'imperatore Qinshihuang ordinò la costruzione della Grande Muraglia. Il passo Juyongguan era collegato alla Grande Muraglia al tempo delle dinastie meridionali e settentrionali. 
L'attuale percorso del passo fu definito al tempo dei Ming e fu successivamente oggetto di molte ristrutturazioni. Era un punto strategico molto importante per la difesa della Cina Settentrionale e della nuova capitale imperiale, Pechino. 

## La "Piattaforma delle Nuvole"

### Storia
Nel mezzo del Juyongguan e della valle del Guangou, sorge la "Piattaforma delle Nuvole" o "Torre della Strada che attraversa". Fu costruito nel 1342 durante la dinastia Yuan e realizzato in marmo bianco con un'altezza di 9,5 m. Originariamente c'erano tre pagode bianche sulla piattaforma (da cui il nome "Torre della Strada che attraversa") ma vennero distrutte dai Ming e sostituite con un tempio buddista Tai'an a sua volta distrutto nel 1702 dalla dinastia Qing. 

### Descrizione
Rimane oggi, della prima costruzione Yuan, la piattaforma, ora decorata alla sommità da balaustre in pietra e un posto di guardia, tutto in stile originale. Ci sono sculture di figure e simboli buddisti, nonché testi buddisti scritti in sei alfabeti ed altrettante lingue: Sanscrito Lanydza, Tibetano, 'Phags-pa, Alfabeto uiguro, Tangut e Cinese. 
Nel mezzo del basamento della piattaforma si apre un portale ad arco capace di sostenere il traffico di persone, carri, cavalieri e palanchini. Molte immagini di persone e animali sono state scolpite all'interno dell'androne e attorno al portale.